# Dok
”Dok” är även en förkortning för dokumentation.

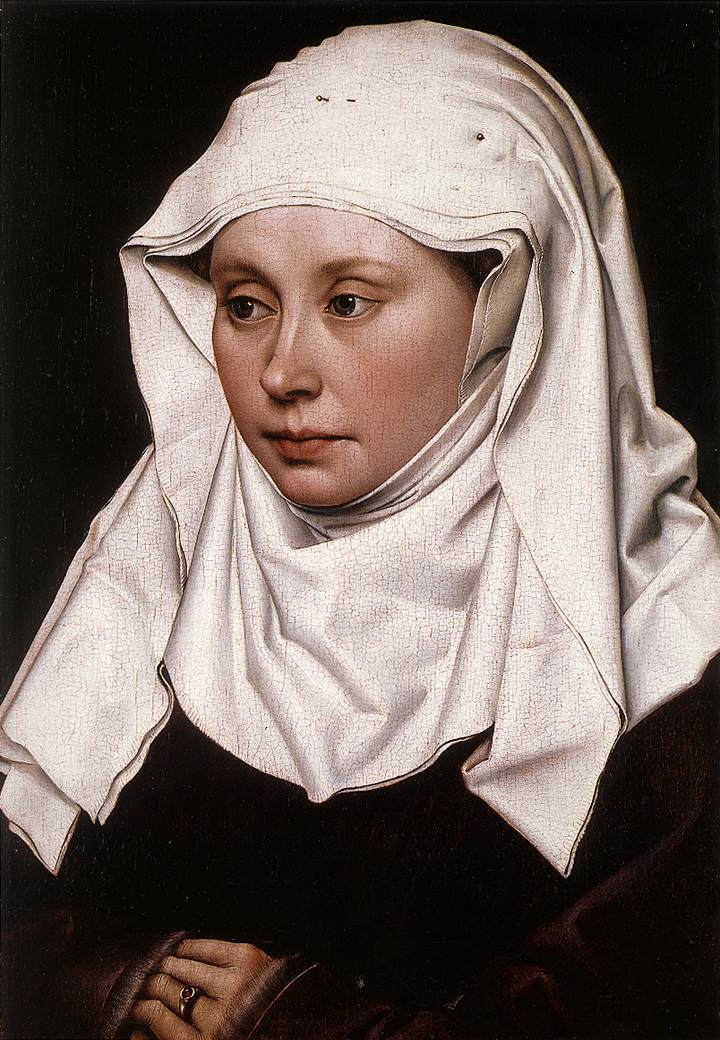
Medeltida hustrudok, 1400-talet.

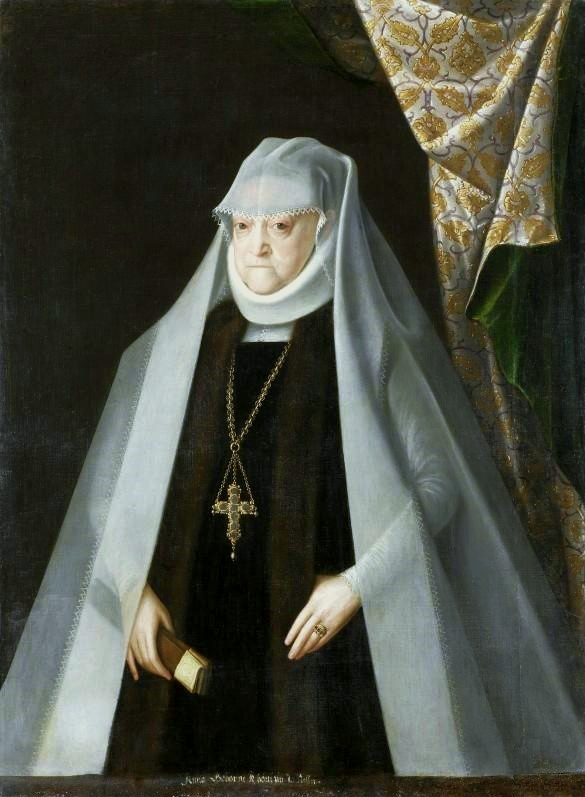
Dok från 1500-talet, med haklin.

Dok är ett huvudkläde som täcker öron, haka, hals och håret. Doket bars i medeltidens Europa av både nunnor och sekulära gifta kvinnor. Doket i sina olika utföranden är en vanlig klädesdetalj i många delar av världen. Vid sorg har i vissa traditioner ett så kallat änkedok burits. 

## Historik
I det kristna Europa utvecklades ett sedvänja där en kvinna skulle dölja sitt hår efter giftermålet. Detta symboliserade en typ av övergång för en kvinna från ogift till gift status. En ogift kvinna fick visa håret, och bröllopet var den sista gång hon fick visa sitt hår utslaget offentligt. Efter bröllopet skulle håret döljas under ett dok, kallad hustrulin eller frudok. 
Denna sedvänja började mjukas upp för gifta kvinnor inom adeln under 1300-talet, när olika typer av hennin började sättas upp i fantasifulla former som visade delar av håret. Under renässansen började gifta kvinnor inom adeln att helt visa sitt hår. 
Gifta kvinnor som inte tillhörde adeln dolde däremot fortsatt sitt hår, men började från 1500-talet att böra olika typer av mössor och andra huvudbonader istället för dok.

## Nunnedok
Nunnor var ogifta, men hade i egenskap av "Kristi brud" en gift kvinnas status under medeltiden. Nunnor fortsatte bära dok när andra kvinnor övergick till mössor under 1500-talet. 
Nunnor döljer sitt hår under ett dok för att undvika fåfänglighet. Nunnedoket kallas ibland slöja. Innebörden återkommer i begreppen "antaga slöjan" eller "ta doket", vilket betyder att en kvinna går i kloster. 

## Vivkläde
Enligt gammal tradition bar öländska kvinnor, framför allt på norra ön, ett vitt dok vid begravning. Detta kallades för vivkläde.